# Người Quảng Đông
Người Quảng Phủ, hoặc gọi người Quảng Đông, nhánh dân tộc Quảng Phủ, là chỉ cư dân người Hán sử dụng tiếng địa phương Quảng Đông ở khu vực phủ Quảng Châu, tam giác châu sông Châu Giang, tỉnh Quảng Đông, cũng là nhánh dân tộc lớn nhất trong "ba nhánh dân tộc lớn" của người Hán ở Lĩnh Nam, phân bố rộng khắp ở khu vực Quảng Đông, Quảng Tây, Hải Nam, Hồng Kông, Ma Cao và một số quốc gia hoặc vùng lãnh thổ hải ngoại. "Quảng Phủ" là tên gọi tắt của đơn vị hành chính "phủ Quảng Châu", người Quảng Phủ là tên gọi tắt của người phủ Quảng Châu. Văn hoá Quảng Phủ là nền văn hoá tiếng Quảng Đông lấy Quảng Châu làm trung tâm, lấy tam giác châu sông Châu Giang làm phạm vi lưu thông chủ yếu, nó thuộc về văn hoá Lĩnh Nam, có kho tàng phong phú nhất, cá tính mới lạ nhất và ảnh hưởng lớn nhất trong văn hoá Lĩnh Nam.

## Ba nhánh dân tộc lớn
Sự phân bố của ba nhánh dân tộc lớn:
- Nhánh dân tộc Quảng Phủ: hoặc gọi người Quảng Phủ, phân bố chủ yếu ở Quảng Châu, Phật Sơn, Đông Hoản và khu vực rộng lớn phía tây nam tỉnh Quảng Đông.
- Nhánh dân tộc Triều Sán: hoặc gọi người Triều Sán, người Triều Châu, phân bố chủ yếu ở Sán Đầu, Triều Châu, Yết Dương, Sán Vĩ và phía nam Phong Thuận, cùng với bán đảo Lôi Châu ở phía tây tỉnh Quảng Đông.
- Nhánh dân tộc Khách Gia: hoặc gọi người Khách Gia, phân bố chủ yếu ở Mai Châu, Hà Nguyên, Huệ Châu, Thiều Quan và Long Cương thuộc Thâm Quyến.